# Королець попелястий
Королець попелястий (Heteromyias albispecularis) — вид горобцеподібних птахів родини тоутоваєвих (Petroicidae). Ендемік Нової Гвінеї.

## Опис
Довжина птаха становить 15–18 см. Голова чорного кольору, на обличчі біла "маска". Горло біле, нижня частина тіла сірого кольору, верхня частина тіла оливково-коричневого кольору. На крилах білі плями. Дзьоб темно-сірий, очі карі, ноги блідо-рожеві.

## Поширення й екологія
Квінслендський королець є ендеміком гірських тропічних лісів Нової Гвінеї. Мешкає на висоті від 1400 до 2600 м над рівнем моря. Живе поодинці або парами.

## Таксономія
Виділяють три підвиди попелястого корольця:
- H. a. albispecularis (Salvadori, 1876) (північний захід Нової Гвінеї);
- H. a. rothschildi Hartert, 1930 (центр Нової Гвінеї);
- H. a. armiti De Vis, 1894 (схід і південний схід Нової Гвінеї).

Дослідники пропонують виділити підвиди H. a. armiti і H. a. rothschildi в окремий вид попелястих корольців під назвою Heteromyias armiti. Однак він поки що не визнаний окремим видом.

## Раціон
Це комахоїдний птах. Він шукає їжу на землі, в лісовій підстилці. Харчується мурахами, жуками, а також іншими безхребетними, такими як багатоніжки і дощові черв'яки.

## Розмноження
Гніздо являє собою неглибоку чашу з кори, трави й сухого листя. У кладці одне яйце кремового або оливково-білого кольору, зі світло-коричневими або рожевими плямками, розміром 24×20 мм.